# 马修·P·斯科特
马修·P·斯科特（1953年—）是一位美国生物学家，毕业于麻省理工学院，主要研究领域为同源框基因，1999年当选美国国家科学院院士，2014至2017年间任卡内基科学研究所第十任所长。